# Nishada nodicornis
Nishada nodicornis är en fjärilsart som beskrevs av Walker. Nishada nodicornis ingår i släktet Nishada och familjen björnspinnare. Inga underarter finns listade i Catalogue of Life.